# Rhododendron fuscipilum
Rhododendron fuscipilum är en ljungväxtart som beskrevs av M.Y. He. Rhododendron fuscipilum ingår i släktet rododendron, och familjen ljungväxter. Inga underarter finns listade i Catalogue of Life.